# Cantonul Carcassonne-Sud
Cantonul Carcassonne-Sud este un canton din arondismentul Carcassonne, departamentul Aude, regiunea Languedoc-Roussillon, Franța.